# Neomenia
Neomenia är ett släkte av blötdjur som beskrevs av Tycho Fredrik Hugo Tullberg 1875. Neomenia ingår i familjen Neomeniidae.
Neomenia är maskmollusker med kort, tjock, i bakändan tvärhuggen kropp, på buksidan försedd med en fåra, utan äkta ctenidier men med en krans av hudgälar i kloaken, utan randula, med talrika kommissurer mellan nervstammarna. Neomeaia är hermafroditer. En art, Neomenia carinata, förekommer vid Sveriges västkust.

Neomenia är enda släktet i familjen Neomeniidae.
Kladogram enligt Catalogue of Life och Dyntaxa:
| Neomenia | \| \| Neomenia carinata \| \| \| \| \| \| Neomenia grandis \| \| \| \| \| \| Neomenia herwigi \| \| \| \| |
|          | \| \| Neomenia carinata \| \| \| \| \| \| Neomenia grandis \| \| \| \| \| \| Neomenia herwigi \| \| \| \| |
|          | Neomenia carinata                                                                                         |
|          | |
|          | Neomenia grandis                                                                                          |
|          | |
|          | Neomenia herwigi                                                                                          |
|          | |